# Tekkonkinkreet
Tekkonkinkreet (яп. 鉄コン筋クリート, теккон кінкурі:то, також Tekkon Kinkreet, укр. Залізобетон) — японський анімаційний фільм 2006 року, заснований на однойменній серії манґи Тайо Мацумото. Вона публікувалася з 1993 по 1994 роки в журналі сейнен-манґи Big Comic Spirits. Аніме ж було зроблено на студії Studio 4°C під керівництвом режисера Майкла Еріаса.
Аніме «Залізобетон» було визнано найкращим фільмом 2006 року на врученні премії Mainichi Film Awards. У 2008 році на Tokyo International Anime Fair воно перемогло в номінаціях «найкращий оригінальний сюжет» і «найкраща режисура». У 2008 році воно також отримало премію Японської академії за найкращий анімаційний фільм року.

## Сюжет
Друзі-сироти Білий і Чорний живуть в Місті Скарбів (так називається третій район). Їхній будинок — стара машина, заробіток — кишенькові крадіжки; їх називають Коти і побоюються. Життя йде своєю чергою до тих пір, поки в Місто Скарбів не повертається злочинець Щур, чий бос має намір знести один із старих районів заради величезного парку розваг. Ідея проекту належить загадковій людині на ім'я Змій, який не зупиниться ні перед чим у досягненні мети. Навіть перед вбивством Котів.

## Персонажі
- Чорний — безпритульний, править містом. Не боїться труднощів, любить «смак крові».
- Білий — майже 11 років. Поводиться інфантильно, через що майже всі його опікають. Вміє рахувати тільки до 10. Сам одягатися не вміє. Носить химерні шапки. Весь час грає в Агента Білого, який зберігає мир на Землі. Особлива дитина, місто його не зіпсувало, чистий як ніхто, можливо він знає всі відповіді, просто потрібен час, щоб він розквітнув. Він відчуває, коли щось погане має статися.
- Щур — Судзукі-сан, старий і дуже сентиментальний якудза. Не схвалює будівництво парку розваг, у тому числі через знесення борделя, в якому протягом 50 років хлопчики ставали чоловіками, та й він також. Знав, що Кімура збирається вбити його, тому не опирається, лише просить «не в обличчя» і дає останні настанови: стерти пальці, кинути гармату до нього, і найголовніше — любити дружину і дитину. «Любов найважливіше за все» — не раз вимовляє він.
- Кімура — якудза. Після того, як був побитий Чорним, Щур відправляє його в «відпустку за свій рахунок», але Кімура це гнітить, він же якудза, і жадає помсти, «око за око». В цей час дізнається, що у його дівчини затримка 2 місяці і він стане батьком. Під погрозами Змія розпороти живіт його жінці вбиває Щура, хоча й каже, що той йому як батько, врятував життя і всьому навчив.
- Чоко — глава банди Апачі, що складається з чотирьох осіб, одягаються у стилі кіберпанк. Справжнє ім'я Такесі.
- Ванілла — один з Апачі, зраджує Чоко, в надії бути прийнятим Кімура, але той відрізає йому вуха і викидає перед Чоко.
- Брати Світанок і Захід — правлять містом Ютака. Хотіли захопити місто скарбів, але були переможені котами.
- Кудзіміро — поліцейський. Щур називає його своїм старим другом.
- Савада — поліцейський, закінчив токійський університет, здав іспит з національної безпеки. Йому не знайомі почуття, страх, навіть оргазм не відчуває.
- Гремпс — безпритульний, жебракує на випивку, грає в маджонг на гроші, але саме він філософськи повчає котів.
- Змій — комерсант. Хоче замість міста скарбів побудувати парк розваг.